# Girl in Red
Marie Ulven Ringheim (Horten, 16 de febrero de 1999), conocida como Girl in Red (estilizado en minúsculas), es una cantante, productora musical y compositora noruega.

## Primeros años
Marie nació en la ciudad de Horten, el 16 de febrero de 1999. Creció en la ciudad con sus hermanas y sus padres divorciados, y la describieron como «tranquila y un poco aburrida» en una entrevista con Triple J en octubre de 2019. Su madre trabajaba en tecnología y su padre trabajaba como policía. Su abuelo podía tocar la guitarra y el piano, sin embargo, ella creció sin instrumentos en el hogar. Ulven recibió su primera guitarra como regalo de Navidad de su abuelo en 2012, pero no comenzó a tocarla hasta 2013 después de perder interés en el diapasón. Ella acredita a su abuelo por despertar su interés en la música. Mientras estaba en la escuela secundaria, Ulven sentía curiosidad por convertirse en maestra antes de que le presentaran la guitarra y la composición a la edad de catorce años. Se había enseñado a sí misma la producción de piano, guitarra y música desde la comodidad de su habitación. Ulven comenzó escribiendo y lanzando música noruega y planeó estudiar música, pero nunca llegó a la conclusión de que iba a convertirse en música profesional.

## Carrera

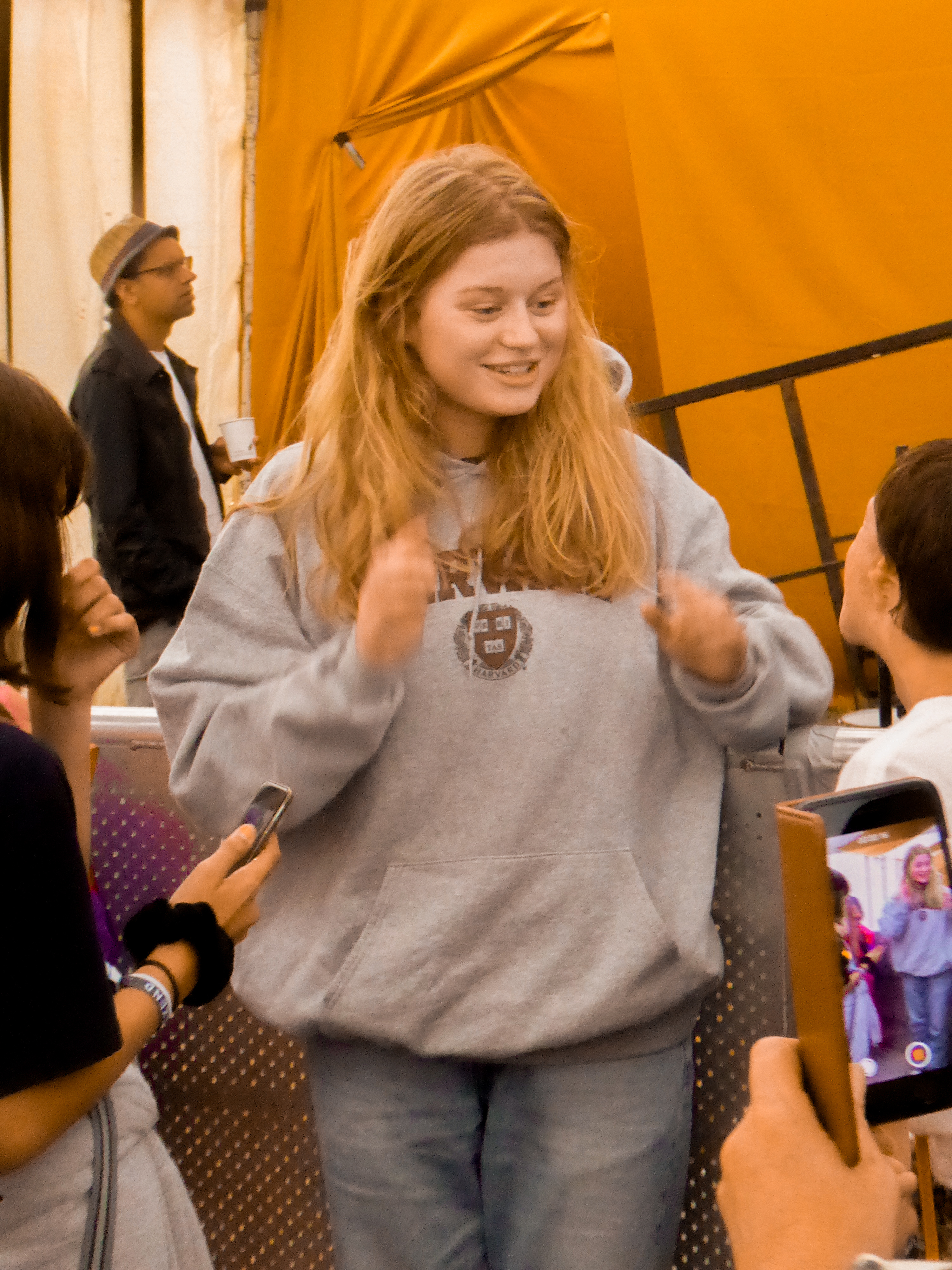
Girl in Red en el festival End of the Road (2019)

### 2015–2017: SoundCloud y «I Wanna Be Your Girlfriend»
Después de obtener un micrófono Blue Yeti de su padre en 2015, Ulven comenzó a escribir y lanzar música noruega a SoundCloud bajo el apodo de «Lydia X». Dejó de asistir a clases de guitarra después de seis meses una vez que su maestra se negara a reconocer su interés en la composición y producción de canciones. Ulven acuñó el nombre artístico «Girl in red» después de intentar identificarse en una multitud con un amigo por mensaje de texto. Usando el nuevo apodo, publicó su primer sencillo «I Wanna Be Your Girlfriend» en SoundCloud en noviembre de 2016, donde obtuvo alrededor de cinco mil transmisiones en cinco meses. Siguiendo la función del sencillo en el sitio web de música noruego NRK Urørt, «I Wanna Be Your Girlfriend» acumuló miles de transmisiones y le ganó a Ulven un gran número de seguidores en línea.

### 2018–2019:Chapter 1yChapter 2
Los sencillos de Ulven del año 2018, «Summer Depression» y «Girls» obtuvieron millones de visitas y transmisiones en línea. A principios de 2019, ganó su primer premio cuando recibió el premio «Recién llegada noruega del año» en los Premios GAFFA 2018. Ulven lanzó «I Wanna Be Your Girlfriend» en Apple Music en marzo de 2018. Después del lanzamiento del EP debut de Ulven, Chapter 1, el 14 de septiembre de 2018, «I Wanna Be Your Girlfriend» figuraba en el número 9 en la lista de The New York Times de «Las 68 mejores canciones de 2018». Este EP constaba de cinco sencillos lanzados previamente: "I Wanna Be Your Girlfriend", "Say Anything", "Summer Depression", "4am" y "Girls". La primera canción de Chapter 1 actualmente tiene más de 150 millones de transmisiones en Spotify. Girl in red salió de gira como apoyo para Clairo en Dublín y París en septiembre de 2018, y lanzó «We Fell in Love in October» en el mes de noviembre. El tema alcanzó su punto máximo en el puesto 14 de las listas de rock de Estados Unidos en octubre de 2019. En octubre de 2018, la canción «I Wanna Be Your Girlfriend» ganó «Årets Urørt» en los premios P3 Gull. Interpretó la canción como un acto de intervalo en la ceremonia de premiación en 2018, junto con nombres como Astrid S, Dagny y Emilie Nicolas. Ulven se embarcó en su primera gira por América del Norte apoyando a Conan Gray en marzo de 2019.
Lanzó su segundo EP, Chapter 2, el 6 de septiembre de 2019, bajo el sello AWAL. Este constaba de cinco temas: "Watch You Sleep", "I Need To Be Alone", "Dead Girl In The Pool", "I'll Die Anyway" y "Bad Idea!". Esta última canción fue la más exitosa del EP, contando, a abril de 2021, con más de setenta millones de reproducciones en Spotify. El mismo día en que lanzó Chapter 2 también publicó Beginnings, una compilación de su catálogo individual en un álbum exclusivo de vinilo. Se embarcó en su primera gira internacional, «World in Red», en octubre de 2019, actuando en diversas ciudades, como Dublín y San Francisco. En noviembre de 2019, Dork anunció que Girl in red encabezaría su lista de éxitos de 2020, lo que significó su aparición en la portada en diciembre de 2019. También fue portada de Gay Times ese mismo mes. Ulven fue nominada para «Recién llegada del año» en la edición de 2019 de los Premios P3 Gull.

### 2020 – presente:if I could make it go quiet
En enero de 2020 Ulven apareció en la portada de NME. También proporcionó el sencillo «Kate's Not Here» para la banda sonora original de la película de terror sobrenatural 2020 The Turning. Ella dijo a Billboard y NME que su objetivo es lanzar su álbum debut, World in Red, alrededor de octubre de 2020. El sencillo principal del álbum, «Midnight Love», fue lanzado en abril de 2020, cuando Ulven dijo a NME, «[la pandemia de COVID-19] ¡No detendrá a World In Red, bebé!» En mayo de 2020, Ulven fue incluida en la lista anual de Dazed 100 después de que su sencillo «I Wanna Be Your Girlfriend» registrara 150 millones de transmisiones.
En marzo de 2021, anunció mediante redes sociales que su álbum debut se llamaría finalmente "if i could make it go quiet" y sería lanzado el día 30 de abril, además de que el primer sencillo, "Serotonin" se publicaría el 3 de marzo. Esta canción fue producida por girl in red y por Finneas O'Connel, conocido como productor, compositor y hermano de Billie Eilish.
En abril de 2024, Ulven lanzó su segundo álbum de estudio y debut con un sello importante, I'm Doing It Again Baby!, a través de Columbia Records. El álbum, compuesto por diez canciones, fue precedido por los sencillos «Too Much» (9 de febrero), «Doing It Again Baby» (7 de marzo) y «You Need Me Now?» (22 de marzo), este último en colaboración con la cantante estadounidense Sabrina Carpenter.   El disco representa una evolución hacia un sonido más ambicioso y orientado al pop, abordando temas como la confianza, la autoestima y la vulnerabilidad, y fue producido por Ulven junto a su colaborador habitual Matias Tellez. Para promocionar el álbum, girl in red emprendió la gira Doing It Again Tour, que comenzó el 16 de abril de 2024 en Boston y concluyó el 5 de octubre del mismo año en Helsinki, incluyendo presentaciones en Europa y América del Norte. 
El 30 de mayo de 2025, Ulven lanzó el sencillo «Hemingway», una balada introspectiva que aborda sus luchas personales con la adicción, los trastornos alimenticios y la depresión. La canción fue escrita y producida por Ulven junto a Matias Tellez. En una publicación en Instagram, Ulven compartió que «Hemingway» refleja una etapa difícil de su vida en 2024, describiéndola como su canción favorita hasta la fecha. 

## Vida personal
Ulven se encuentra actualmente en el distrito Grünerløkka de Oslo y es abiertamente lesbiana. Entre la comunidad LGBTQ, se la conoce ampliamente y se la considera una referente. Estudió producción musical y composición de canciones en la Westerdals Oslo School of Arts, Communication and Technology.

## Giras musicales
- The World in Red Tour (2019)[26]
- Make It Go Quiet Tour (2022)
- Doing It Again Tour (2024)

Apoyo
- Fall Tour (2018) (Clairo)[27]
- The Sunset Shows (2018–19) (Conan Gray)[28]
- The Eras Tour (2023-2024) (Taylor Swift)
- Happier Than Ever World Tour (2022-2023) (Billie Eilish)

## Discografía

### Álbumes de estudio
- If I Could Make It Go Quiet (2021)
- I’m Doing It Again Baby! (2024)

### EPs
- Chapter 1 (2018)
- Chapter 2 (2019)

### Compilaciones
- Beginnings (2019)